# Шелково (Псковская область)
Шелко́во — деревня в Великолукском районе Псковской области России. Административный центр Шелковской волости.

## География
Расположена в центре района на восточной границе райцентра Великие Луки на реке Вскувица (Крупица).

## Население
| 2001 | 2002  | 2010  | 2021  |
| ---- | ----- | ----- | ----- |
| 1262 | ↘1127 | ↗1184 | ↘1128 |

Одна из крупнейших в районе. Численность населения деревни по оценке на начало 2001 года составляла 1262 жителя.